# Søren Melson
Søren Melson (14. august 1916 i Stockholm, Sverige − 18. oktober 1984) var en dansk maler og film-, scene- og tv-instruktør. Hans forældre var danske, overretssagfører Svend Melson (død 1940) og hustru Aja Sigrid Ellen Christmas-Dirckinck-Holmfeld (død 1953).
Melson var oprindeligt maler, men skiftede i 1940'erne til at arbejde med film og lavede en række dokumentarfilm. I 1950'erne flyttede han først til radio- og senere til tv-teatret, hvor han arbejdede som instruktør til sin død.
Han blev i 1940 gift med skuespillerinden Gull-Maj Norin og ligger begravet på Mariebjerg Kirkegård i Gentofte.